# 徐益珊
徐益珊（？—？）原名徐谦，甘肅省導河縣（今臨夏縣）人（一说甘肃省武都县人），中华民国新疆省官员。

## 生平
徐谦曾任新疆迪化道庫大使，兼按司獄。民国二年（1913年）12月，徐谦獲理新疆内務司司長。1914年5月，改任新疆政務廳廳長。1916年1月，免新疆政務廳廳長職務。1916年3月，署喀什噶爾道尹。民国七年（1918年），署理阿克苏县知事。几年后，升至伊犁关税监督。1926年3月，署新疆財政廳廳長。
民国十七年（1928年）11月2日，国务会议任命徐谦为新疆省政府委員兼財政廳廳長。民国十八年（1929年）5月14日准改名为“徐益珊”。1929年8月去職。民国二十年（1931年）11月7日正式免职。后任阿克苏区行政长。民国二十二年（1933年）“四·一二政变”后，任临时维持委员会委员。